# Béta (keresztnév)
A Béta női név az Erzsébet német és cseh alakjának rövidült változata.

## Rokon nevek
Babett, Babetta, Betta, Betti, Bettina, Csöre, Eliz, Eliza, Elizabet, Ella, Elza, Erzsébet, Ilze, Iza, Izabel, Izabell, Izabella, Lili, Liza, Lizavéta, Lizett, Lizetta, Lizi, Örzse, Szavéta, Véta, Zsóka

## Gyakorisága
Az újszülötteknek adott nevek körében az 1990-es években szórványosan fordult elő. A 2000-es és a 2010-es években sem szerepelt a 100 leggyakrabban adott női név között.
A teljes népességre vonatkozóan a Béta sem a 2000-es, sem a 2010-es években nem szerepelt a 100 leggyakrabban viselt női név között.

## Névnapok
november 19.